# Lars Villadsen
Lars Villadsen (født 28. juni 1977) er en dansk fodboldspiller, der tidligere spillede i Haderslev Fodbold Klub og derefter SønderjyskE. Lars spillede i Superligaen, da HFK Sønderjylland spillede der i 1 sæson. Nu spiller han i Kolding FC.